# Ґаєвко
Ґаєвко (пол. Gajewko, нім. Eichforst) — село в Польщі, у гміні Дравсько-Поморське Дравського повіту Західнопоморського воєводства.
У 1975-1998 роках село належало до Кошалінського воєводства.